# Xiconaques
Los Xiconaque o Xioconaque fueron un grupo zacateca y/o caxcan perteneciente al grupo denominado Chichimecas blancos que habitaba en la zona donde actualmente se encuentra el pueblo de Lagos de Moreno, Jalisco, abarcando hasta Nochistlan de Mejia. Su nombre proviene del nombre de su último gobernante, Xiconaque cuya hija era Pechititán, esto según la historia vernácula, realmente corrupción de la palabra xicconeca, gentilicio del altépetl denominado Xicconecan. Habitaban aldeas temporales alrededor de su capital homónima y se sustentaban de agricultura de temporal y de la caza de liebres, venados y conejos. Carecían de vestimenta elaborada, sin embargo poseían una cultura más elaborada que la de otros grupos de la región, esto fue observado por los españoles en su llegada ya que les obsequiaron pan de mezquite, aves, entre otras cosas.

## Historia
Los primeros españoles que los conocieron fueron Pedro Almíndez Chirino y sus hombres quienes llegaron en 1531 desde Tecpatitlan con una cantidad de 80 españoles y 500 tlaxcaltecas por si sufrían una emboscada. Al llegar a la aldea capital, hoy Nochistlan de Mejia, el cacique de los xiconaques les dice:

"No paseis adelante porque os habeis de perder, porque pasando los tzacatecos, que son de nuestra generación, todo lo de adelante es una gente traidora, llamada guachichila, y no hay que comer, solo nosotros la gente tzacateca sembramos algún maíz, y tenemos ranchos, y si quereis saber lo que pasa, yo os llevare a aquel pueblo grande de los tzacatecos, que no esta a más de cinco días de camino, para que me creais, y llevaremos de comer"
Xiconaque, cacique zacateco

Entonces se prepararon las municiones y partieron, llegaron a las faldas de lo que ahora es el Cerro de la Bufa, la aldea se encontraba en la cima del cerro. El señor de los xiconaques habló con el cacique de Zacatecas y al fin entraron en la aldea, cuyas casas eran circulares y de zacate.
Posteriormente este cacique regresó a su pueblo. Después de varios años los españoles volvieron a llegar, esta vez comandados por Hernando Martel en el año de 1563, los xiconaque se aliaron a los Cuxtaque (corrupción de cuxteca, gentilicio del pueblo de Cuxtan) para luchar con los españoles, sin embargo no vencieron y la princesa Pechititán fue tomada como esposa por el capitán Hernando. Al terminar la guerra, los xiconaques y cuxtaques sobrevivientes, junto con los españoles fundaron el pueblo de Lagos.